# Gastropachinae
Sous-famille
Les Gastropachinae forment une sous-famille d'insectes lépidoptères (papillons) de la famille des Lasiocampidae.
Dans certaines classifications, les différents genres de Gastropachinae sont repris dans la sous-famille des Pinarinae qui est elle-même parfois reprise dans la sous-famille des Lasiocampinae.

## Liste des genres de Gastropachinae
Selon BioLib (10 janv. 2014)
- Gastropacha Ochsenheimer, 1816
- Heteropacha Harvey, 1874
- Odonestis Germar, 1812
- Pernattia Fletcher, 1982
- Phyllodesma Hübner, 1820